# Base Aérea de Lagoa Santa
O Parque de Material Aeronáutico de Lagoa Santa, na Região Metropolitana de Belo Horizonte, é um complexo industrial que presta serviços de manutenção para cerca de 66% da frota de aeronaves da Força Aérea Brasileira (FAB).
Em 1º de setembro de 1935, com a presença do Presidente da República e altas autoridades civis e militares do País, foi lançada, no Município de Lagoa Santa, a pedra fundamental das instalações destinadas a abrigar o primeiro núcleo industrial para a construção de aviões e hidroaviões no Brasil. A data marca, ainda, o primeiro pouso e decolagem de uma aeronave em Lagoa Santa, realizados por um "WACO 1D8" da Armada, que, tendo pousado em pista provisória, teve suas rodas substituídas por flutuadores, sendo conduzido até a lagoa, de onde decolou com destino a Belo Horizonte
Os primeiros trabalhos realizados, então, foram os levantamentos da área e a construção da sede administrativa, sendo criada a sociedade "Construções Aeronáuticas S.A.", formada por um consórcio entre empresários italianos e alemães, em 1936. A construção das edificações teve início em 1940 e, em meados de 1944, foi iniciada a montagem da primeira série de aviões. Devido a questões administrativas, na ocasião, houve a intervenção do Ministério da Aeronáutica (criado em 1941) e a ocupação definitiva das dependências da fábrica em 1º de outubro de 1949, sendo designado representante oficial da Aeronáutica o Tenente-Coronel Aviador Engenheiro Dirceu de Paiva Guimarães.
Após vinte anos desde a sua criação, a Organização ascendeu à categoria de PARQUE DE MATERIAL AERONÁUTICO DE LAGOA SANTA, por Decreto No 74.102, de 24 de maio de 1974, como reconhecimento de um trabalho responsável e profícuo desenvolvido, nesse período, em suas oficinas de manutenção, reparação e inspeção de aeronaves T-6 e, posteriormente, C-47, todas estas hoje desativadas.
Então, no dia 5 de julho de 2013, pela portaria nº 1.205/GC3 o Comandante da Aeronáutica, no uso das atribuições que lhe confere os incisos V e XIV do Art. 23 da Estrutura Regimental do Comando da Aeronáutica, aprovada pelo Decreto nº 6.834, de 30 de abril de 2009, e considerando o que consta do Processo nº 67100.002854/2013-04, resolve classificar, em função do vulto dos seus encargos, o Parque de Material Aeronáutico de Lagoa Santa a Categoria "A".
O PAMALS assegura a disponibilidade de uma enorme frota de aeronaves da Força Aérea Brasileira, cujo programa de trabalho consta de: grandes reparos, revisões periódicas, fabricação e recuperação de componentes. Apoia, ainda, as Unidades Operadoras, por meio de um suprimento constante de material e serviços técnicos, sendo responsável, atualmente, por oito tipos diferentes de aeronaves: A-29 (Supertucano), C-95 (Bandeirante), C-97 (Brasília), C-98 (Caravan), T-27 (Tucano), T-25 (Universal), IU-93A (HS800XP HAWKER) e G-19 (Planador).
O PAMALS é, ainda, o Parque Central de Manutenção dos Equipamentos de Segurança, Salvamento e Sobrevivência, apoiando toda a FAB na manutenção e recuperação de capacetes de voo, botes, salva-vidas, paraquedas e assentos ejetáveis.
Parque central de manutenção dos equipamentos de Segurança, Salvamento e Sobrevivência, o PAMALS realiza a manutenção e a recuperação de capacetes de voo, botes, salva-vidas, paraquedas e assentos ejetáveis. Além disso também é responsável pelos seguintes projetos de apoio: Tanques Flexíveis, Tanques Subalares, Planadores, Barret, Transmissor Localizador de Emergência (ELT), Unidade de Força Terrestre (UFT), Unidade Rebocadora de Aeronave (URA), Unidade Elevadora de Material e Pessoal (UEMP), Fonte Ar Sangrado (AS) e Unidade de Limpeza de Hangar (ULH).
Estabelecimento industrial, o Parque de Material Aeronáutico de Lagoa Santa subordina-se à Diretoria de Material Aeronáutico e Bélico da Aeronáutica (DIRMAB), que lhe dita o programa anual de trabalho, estabelecendo o número de aviões a serem inspecionados e os demais serviços a serem realizados. Além disso, oferece vários cursos sobre manutenção de aeronaves e equipamentos, possibilitando aos especialistas de toda a Força Aérea manterem-se atualizados quanto aos mais recentes e modernos métodos de revisão, controle e reparos.
Com o lema "APOIAR CERTO, NO MOMENTO CERTO", o PAMALS procura, sem render-se às dificuldades, manter acesa a chama da prosperidade, procurando integrar sua cota de participação na consecução dos objetivos nacionais.